# Соронбаєв Керім Байбосунович
Керім Байбосунович Соронбаєв (10 травня 1910, село Кекюрек Семиріченської області, тепер Киргизстан — 24 червня 1977, місто Фрунзе, тепер Бішкек, Киргизстан) — киргизький радянський діяч, секретар ЦК КП(б) Киргизії з пропаганди та агітації, 1-й секретар ЦК ЛКСМ Киргизії.

## Біографія
Народився в бідній селянській родині. З 1924 року навчався в російській школі, потім у художньому училищі в Пішпеку. У 1925 році вступив до комсомолу.
У 1930 році закінчив історичний факультет Фрунзенського педагогічного технікуму (інституту) Киргизької АРСР.
У 1930—1939 роках — викладач, завідувач навчальної частини, директор Фрунзенського інституту народної освіти.
У 1939—1941 роках — секретар ЦК ЛКСМ Киргизії із роботи серед шкільної молоді та піонерів.
Член ВКП(б) з 1940 року.
У 1941—1942 роках — 1-й секретар ЦК ЛКСМ Киргизії.
У 1942—1944 роках — слухач Вищої партійної школи при ЦК ВКП(б).
16 листопада 1944 — 21 березня 1947 року — секретар ЦК КП(б) Киргизії з пропаганди та агітації.
З 1947 року — заступник міністра закордонних справ Киргизької РСР.
З 1948 року — директор Інституту мови, літератури та історії Киргизької філії Академії наук СРСР; заступник голови правління Киргизького республіканського товариства із розповсюдження політичних та наукових знань («Знання»); начальник Головного управління поліграфвидаву Міністерства культури Киргизької РСР; заступник голови Державного комітету Ради міністрів Киргизької РСР у справах друку. Брав активну участь в перекладі киргизькою праць «класиків марксизму-ленінізму». 
Потім — персональний пенсіонер республіканського значення в місті Фрунзе.
Помер 24 червня 1977 року після важкої і тривалої хвороби в місті Фрунзе (тепер Бішкек).

## Нагороди
- орден Вітчизняної війни І ст.
- орден «Знак Пошани» (31.01.1941)
- медалі
- Почесні грамоти Верховної ради Киргизької РСР
- Заслужений працівник культури Киргизької РСР